# Ironman Australia
Der Ironman Australia ist eine seit 1988 jährlich im April oder Mai stattfindende Triathlon-Sportveranstaltung über die Ironman-Distanz (3,86 km Schwimmen, 180,2 km Radfahren und 42,195 km Laufen) an der australischen Ostküste.

## Organisation
Am 20. April 1986, demselben Jahr als mit dem Ironman New Zealand und dem Ironman Japan die ersten Qualifikationswettkämpfe außerhalb der USA für den Ironman Hawaii stattfanden, startete in Forster/Tuncurry der Tooheys Great Lakes International Triathlon – allerdings noch ohne Lizenz der Hawaii Triathlon Corporation, der damaligen Inhaberin der Rechte an der Marke Ironman. Unter den 165 Startern befanden sich auch die beiden US-Amerikaner Mark Allen und Scott Tinley, die sich allerdings wegen Unterkühlung bereits auf der Schwimmstrecke geschlagen geben mussten.
Die für 1986 geplante Folgeveranstaltung wurde allerdings mangels eines Sponsors abgesagt. Am 28. März 1987, dem Jahr, in dem der Ironman Canada dritter Qualifier außerhalb der USA für den Ironman Hawaii wurde, fand dann mit 197 Teilnehmern die zweite Auflage des Wettkampfs statt. Unter den Zuschauern befand sich auch Valerie Silk, damalige Vorstandsvorsitzende der Hawaii Triathlon Corporation, die mit dem Veranstalter daraufhin einen Vertrag abschloss, die Veranstaltung zukünftig als vierten Qualifier außerhalb der USA mit zunächst 54 Qualifikationsplätzen für den Ironman Hawaii auszurichten.
1988 standen dann 289 Athleten am Start des Nutri-Metics Ironman Australian Triathlon sowie über 334 Teilnehmer im Jahr 1989, 400 im Jahr 1990, 583 im Jahr 1991, 687 im Jahr 1992, 736 im Jahr 1993, 776 im Jahr 1994 und 809 im Jahr 1995 (mit auf 70 Slots erhöhte Anzahl von Qualifikationsplätzen).
1993 löste Schweppes Nutri-Metics als Titelsponsor ab. Am 3. April 2005 wurde der letzte Ironman Australia in Forster ausgetragen und seit dem 2. April 2006 wird ein Triathlon-Wettkampf in Port Macquarie unter dem Namen Ironman Australia ausgetragen. Seit 2013 findet in Forster ein Triathlon in Lizenz der Challenge-Weltserie unter dem Namen „Challenge Forster“ statt.
Beim Ironman Australia werden für Amateure vierzig auf die einzelnen Altersklassen verteilte Startplätze bei der Ironman World Championship in Kailua-Kona vergeben.
Profi-Triathleten, die um die 50.000 US-Dollar Preisgeld in Port Macquarie kämpfen, können sich für den mit insgesamt 650.000 US-Dollar ausgeschriebenen Wettkampf in Hawaii über das Kona Pro Ranking System (KPR) qualifizieren. In Port Macquarie erhalten Sieger und Siegerin je 2000 Punkte, weitere Platzierte eine entsprechend reduzierte Punktzahl. Zum Vergleich: Der Sieger auf Hawaii erhält 8000 Punkte, die Sieger in Frankfurt, Texas, Florianópolis und Port Elizabeth jeweils 4000, bei den übrigen Ironman-Rennen entweder 1000 oder 2000 Punkte.

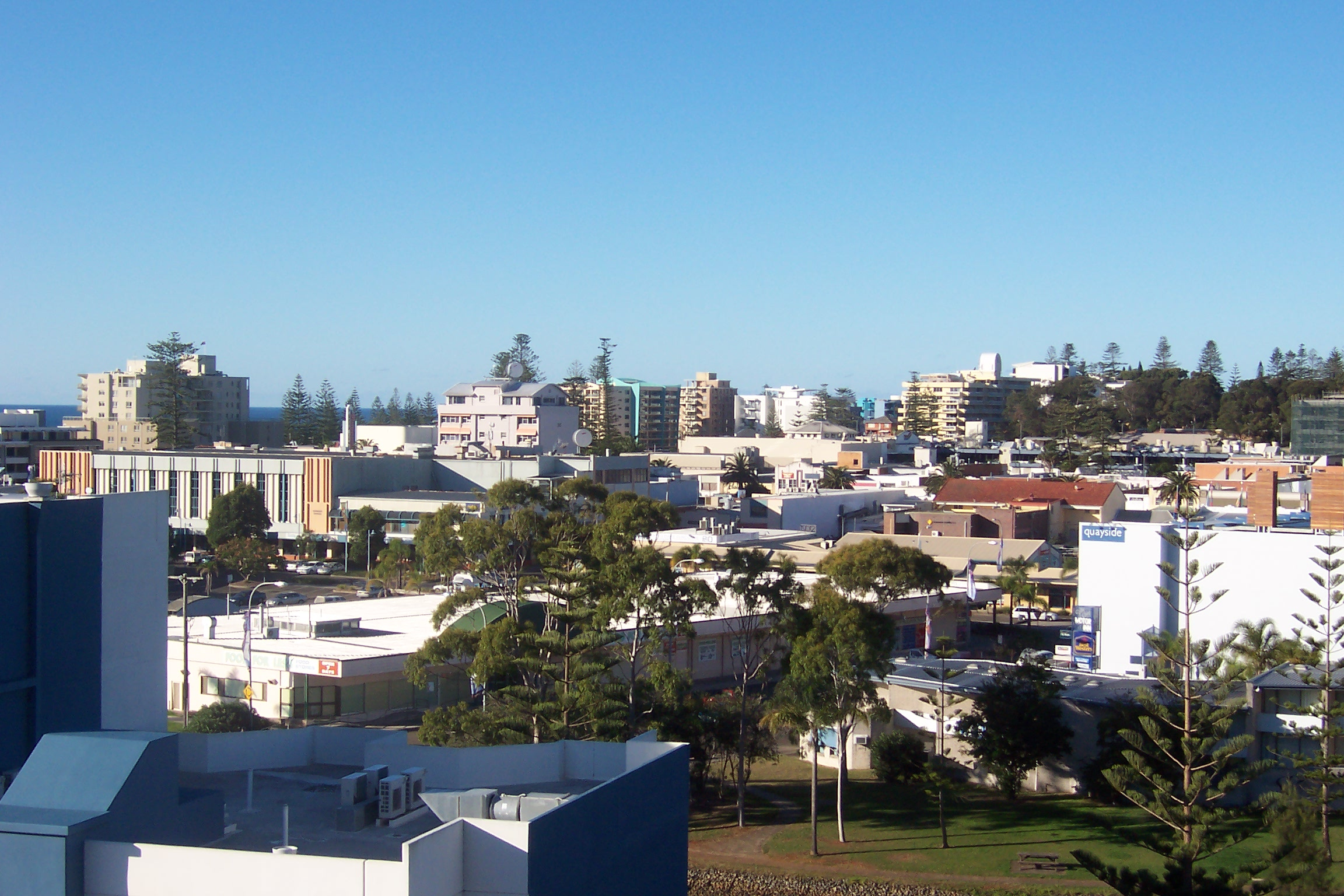
Port Macquarie (seit 2006)

Der Australier Chris McCormack und auch die Kanadierin Lisa Bentley konnten beide sowohl das Rennen in Forster je viermal wie auch das in Port Macquarie je einmal gewinnen. Im Jahr 2010 zählte auch der spätere australische Premierminister Tony Abbott zu den Finishern.
Obwohl die Geschichte des Ironman Australia in Port Macquarie 2015 erst zehn Jahre alt war und die Verwendung des Markenzeichens „Ironman“ in ganz Australien erst 27 Jahre zuvor begann, feierte die WTC am 3. Mai 2015 mit Bezug auf die in Forster erfolgte Erstaustragung des Vorläufers des Ironman Australia, des Tooheys Great Lakes International Triathlon 1985, die dreissigste Jubiläumsaustragung und vergab in dem Jahr zehn zusätzliche Qualifikationsplätze für den Ironman Hawaii.
2020 musste die ursprünglich für den 2. Mai angesetzte 33. Austragung des Ironman Australia im Rahmen der Ausbreitung der Coronavirus-Pandemie abgesagt werden. 2021 führten verheerende Überschwemmungen in New South Wales zunächst zur Verschiebung und dann zur Absage. Am 1. Mai 2022 war hier die 33. Austragung.
Das Rennen wurde zuletzt am 7. Mai 2023 ausgetragen.

## Streckenverlauf
Die Schwimmdistanz verläuft über zwei Runden an der Mündung des Hastings River und die Rad- bzw. Laufstrecke setzen sich aus einer jeweils dreimal zu absolvierenden Runde entlang der Ostküste zusammen.

## Siegerliste

### Ironman Australia in Port Macquarie
| N ° | Datum/Jahr    | Männer              | Männer               | Männer          | Frauen                       | Frauen           | Frauen               |
| N ° | Datum/Jahr    | Erster Platz        | Zweiter Platz        | Dritter Platz   | Erster Platz                 | Zweiter Platz    | Dritter Platz        |
| --- | ------------- | ------------------- | -------------------- | --------------- | ---------------------------- | ---------------- | -------------------- |
| 37  | 3. Mai 2026   |                     |                      |                 |                              |                  |                      |
| 36  | 4. Mai 2025   | Tom Humphreys       | Matt Jackson         | Thomas Blaha    | Merle Talviste               | Nicola Wadey     | Tanya Fraser         |
| 35  | 5. Mai 2024   | Sam Appleton (SR)   | Mike Phillips        | Ben Hill        | Regan Hollioake              | Radka Kahlefeldt | Kate Gillespie-Jones |
| 34  | 7. Mai 2023   | Steven McKenna      | Tim Van Berkel       | Sam Appleton    | Kylie Simpson                | Radka Kahlefeldt | Fiona Moriarty       |
| 33  | 1. Mai 2022   | Tim Van Berkel      | Joshua Amberger      | Jack Moody      | Sarah Crowley                | Rebecca Clarke   | Courtney Gilfillan   |
| 32  | 5. Mai 2019   | Cameron Wurf        | Timothy Reed         | Denis Chevrot   | Laura Siddall -3-            | Caroline Steffen | Jessica Mitchell     |
| 31  | 6. Mai 2018   | Marino Vanhoenacker | Luke Jarrod McKenzie | Mark Bowstead   | Laura Siddall -2-            | Melanie Burke    | Kelsey Withrow       |
| 30  | 7. Mai 2017   | David Dellow        | Timothy Reed         | Clayton Fettell | Laura Siddall                | Michelle Gailey  | Jessica Mitchell     |
| 29  | 1. Mai 2016   | Timothy Reed        | David Dellow         | Clayton Fettell | Beth Gerdes                  | Michelle Bremer  | Dimity-Lee Duke      |
| 28  | 3. Mai 2015   | Paul Ambrose -2-    | Luke Bell            | Brian Fuller    | Michelle Bremer              | Jessica Fleming  | Michelle Gailey      |
| 27  | 4. Mai 2014   | Elliot Holtham      | Paul Ambrose         | Nick Baldwin    | Melissa Hauschildt           | Lisa Marangon    | Melanie Burke        |
| 26  | 5. Mai 2013   | Luke Bell           | Patrick Evoe         | Luke Whitmore   | Rebecca Hoschke              | Ange Castle      | Jessica Fleming      |
| 25  | 6. Mai 2012   | Paul Ambrose        | Tim Van Berkel       | Jason Shortis   | Michelle Mitchell            | Nicole Ward      | Hillary Biscay       |
| 24  | 1. Mai 2011   | Pete Jacobs         | Patrick Vernay       | Jason Shortis   | Caroline Steffen             | Amelia Pearson   | Kirsten Molloy       |
| 23  | 28. März 2010 | Patrick Vernay -4-  | Scott Neyedli        | Trent Chapman   | Carrie Lester                | Rebekah Keat     | Amelia Pearson       |
| 22  | 5. Apr. 2009  | Patrick Vernay -3-  | Pete Jacobs          | Tim Van Berkel  | Chrissie Wellington -2- (SR) | Rebekah Keat     | Caroline Steffen     |
| 21  | 6. Apr. 2008  | Patrick Vernay -2-  | Mitchell Anderson    | Mathias Hecht   | Chrissie Wellington          | Kate Major       | Melinda Cockshutt    |
| 20  | 1. Apr. 2007  | Patrick Vernay      | Jason Shortis        | Craig Alexander | Rebekah Keat                 | Belinda Granger  | Melissa Ashton       |
| 19  | 2. Apr. 2006  | Chris McCormack -5- | Patrick Vernay       | Jason Shortis   | Lisa Bentley -5-             | Belinda Granger  | Melissa Ashton       |

### Ironman Australia in Forster/Tuncurry
| N ° | Datum/Jahr    | Männer              | Männer            | Männer            | Frauen                 | Frauen           | Frauen            |
| N ° | Datum/Jahr    | Erster Platz        | Zweiter Platz     | Dritter Platz     | Erster Platz           | Zweiter Platz    | Dritter Platz     |
| --- | ------------- | ------------------- | ----------------- | ----------------- | ---------------------- | ---------------- | ----------------- |
| 18  | 3. Apr. 2005  | Chris McCormack -4- | Luke Bell         | Mitchell Anderson | Lisa Bentley -4-       | Melissa Ashton   | Belinda Granger   |
| 17  | 4. Apr. 2004  | Chris McCormack -3- | Chris Legh        | Jason Shortis     | Lisa Bentley -3-       | Belinda Granger  | Kate Major        |
| 16  | 6. Apr. 2003  | Chris McCormack -2- | Jason Shortis     | Luke Bell         | Lisa Bentley -2-       | Kate Major       | Belinda Granger   |
| 15  | 7. Apr. 2002  | Chris McCormack     | Olivier Bernhard  | Jason Shortis     | Lisa Bentley           | Heather Fuhr     | Belinda Granger   |
| 14  | 8. Apr. 2001  | Normann Stadler -2- | Jason Shortis     | Garrett MacFadyen | Lori Bowden -3-        | Belinda Granger  | Yoko Okuda        |
| 13  | 9. Apr. 2000  | Normann Stadler     | Grant Webster     | Matthew Stephens  | Lori Bowden -2-        | Sian Welch       | Fernanda Keller   |
| 12  | 2. Mai 1999   | Peter Reid -3-      | Chris Legh        | Jürgen Hauber     | Lori Bowden            | Joanne King      | Wendy Ingraham    |
| 11  | 5. Apr. 1998  | Peter Reid -2-      | Chris Legh        | Jason Shortis     | Sian Welch             | Joanne King      | Lori Bowden       |
| 10  | 13. Apr. 1997 | Peter Reid          | Thomas Hellriegel | Chris Legh        | Paula Newby-Fraser -2- | Wendy Ingraham   | Lori Bowden       |
| 09  | 1996          | Jürgen Zäck         | Holger Lorenz     | Bruce Thomas      | Paula Newby-Fraser     | Wendy Ingraham   | Lynne McAllister  |
| 08  | 9. Apr. 1995  | Holger Lorenz       | Péter Kropkó      | Pauli Kiuru       | Wendy Ingraham         | Paula Johnson    | Christina Hauser  |
| 07  | 17. Apr. 1994 | Pauli Kiuru -4-     | Bruce Thomas      | Péter Kropkó      | Sharlene Ryan          | Lynne McAllister | Paula Johnson     |
| 06  | 1993          | Pauli Kiuru -3-     | Bruce Thomas      | Jos Everts        | Thea Sybesma           | Lynne McAllister | Bianca Van Woesik |
| 05  | 1992          | Pauli Kiuru -2-     | Ray Browning      | Tim Ahern         | Louise Bonham -4-      | Terry Schneider  | Erin Christie     |
| 04  | 1991          | Pauli Kiuru         | Dirk Aschmoneit   | Ken Glah          | Jan Wanklyn            | Louise Bonham    | Tina Bischoff     |
| 03  | 1990          | Rod Cedaro          | David Collins     | Chris Southwell   | Sally Belyea           | Jenny Bonnett    | Melinda Mentha    |
| 02  | 1989          | Tony Sattler        | Gerard Donnelly   | Steve Cunningham  | Louise Bonham -3-      | Kim Isherwood    | Virginia Bell     |
| 01  | 1988          | Gerard Donnelly     | Rod Cedaro        | Tony Sattler      | Louise Bonham -2-      | Janine Donaldson | Jenny Bonnett     |

### Tooheys Great Lakes International Triathlon in Forster/Tuncurry
| N ° | Datum/Jahr    | Männer        | Männer        | Männer         | Frauen          | Frauen           | Frauen           |
| N ° | Datum/Jahr    | Erster Platz  | Zweiter Platz | Dritter Platz  | Erster Platz    | Zweiter Platz    | Dritter Platz    |
| --- | ------------- | ------------- | ------------- | -------------- | --------------- | ---------------- | ---------------- |
| 2   | 28. März 1987 | Chris Bateley | Bob Telfer    | Greg Welch     | Louise McKinlay | Jan Wanklyn      | T. Griffin       |
| 1   | 20. Apr. 1985 | Grant Boswell | Marc Boswell  | Stephen Foster | Erin Baker      | Patricia Puntous | Sylviane Puntous |